# 전경택
전경택(田坰澤, 1970년 6월 20일 ~ )은 대한민국의 전 축구 선수이며 현재 남강고등학교 감독이다. 대전 시티즌의 초대 주장이기도 하다.
| 스포츠 직책 | 스포츠 직책           | 스포츠 직책 |
| ----------- | --------------------- | ----------- |
| 이전 초대   | 대전 시티즌 주장 1997 | 이후 김태완 |